# Vartán Waldir Boghossian
Vartán Waldir Boghossian SDB (* 27. Februar 1940 in Penápolis, São Paulo, Brasilien) ist ein brasilianischer Geistlicher und emeritierter armenisch-katholischer Bischof von Buenos Aires und Apostolischer Exarch von Lateinamerika und Mexiko.

## Leben
Vartán Waldir Boghossian wurde am 22. Dezember 1966 zum Ordenspriester der Salesianer Don Boscos geweiht. Am 3. Juli 1981 wurde er zum Apostolischen Exarch von Lateinamerika und Mexiko und zum Titularbischof von Mardin degli Armeni ernannt. Der Patriarch von Kilikien Erzbischof Hemaiag Bedros XVII. Guedikian und die Mitkonsekratoren André Bedoglouyan ICPB, Weihbischof im Patriarchat von Kilikien, und Mikail Nersès Sétian, Apostolischer Exarch der Vereinigten Staaten und Kanada, spendeten ihm am 12. Dezember 1981 die Bischofsweihe. Zum ersten Bischof von Buenos Aires wurde er am 18. Februar 1989 ernannt. Von 2001 bis 2002 war er für das Patriarchat von Kilikien Prokurator in Rom. Bischof Boghossian war Mitglied der Argentinischen Bischofskonferenz.
Am 4. Juli 2018 nahm Papst Franziskus seinen altersbedingten Rücktritt an.

## Nahostsynode
Boghossian war Teilnehmer an der Sonderversammlung der Bischofssynode zum Nahen Osten und stellte die Forderung auf, dass alle römisch-katholischen Patriarchen der Ostkirchen zur Teilnahme an einem Konklave berechtigt sein sollten, auch dann, wenn sie keine Kardinäle seien. Er begründete diese Aussage damit, dass die Patriarchen der Ostkirchen nach dem Codex Canonum Ecclesiarum Orientalium (Kan. 55) für die Ostkirchen schließlich Väter und Führer ihrer Kirchen seien.